# Campionato francese di tennis 1893
Il Campionato francese di tennis 1893 (conosciuto oggi come Open di Francia o Roland Garros) è stato la 3ª edizione del Campionato francese di tennis, riservato ai tennisti francesi o residenti in Francia. Si è svolto a Parigi in Francia.
Il singolare maschile è stato vinto da Laurent Riboulet, che si è imposto su Jean Schopfer. Nel doppio maschile si sono imposti Jean Schopfer e N. Goldsmith.

## Seniors

### Singolare maschile
Laurent Riboulet ha battuto in finale  Jean Schopfer con il punteggio di 6–3, 6–3.

### Doppio maschile
Jean Schopfer /  J. Goldsmith hanno battuto in finale  G. Heltay /  Ortmans con il punteggio di 6–4, 4–6, 6–2.